# Mesut Kesik
Mesut Emre Kesik (* 2. Mai 2003 in Berlin) ist ein deutscher Fußballspieler. Der Mittelfeldspieler steht beim MKE Ankaragücü unter Vertrag.

## Karriere

### Verein
Kesik spielte bis zu den C1-Junioren (U15) im Nachwuchsleistungszentrum (NLZ) des 1. FC Union Berlin und wechselte zur Saison 2018/19 innerhalb der Stadt in das NLZ von Hertha BSC. Dort gehörte er als junger Jahrgang sofort den B1-Junioren (U17) in der B-Junioren-Bundesliga Nord/Nordost an. Die Saison 2019/20 wurde aufgrund der COVID-19-Pandemie ab März 2020 nicht mehr fortgeführt, als die Mannschaft Tabellenführer der Staffel Nord/Nordost war. Zur Saison 2020/21 rückte der zentrale Mittelfeldspieler zu den A-Junioren (U19) auf. Da die A-Junioren-Bundesliga Nord/Nordost aufgrund der Corona-Pandemie ab November 2020 nach wenigen Spielen nicht mehr fortgeführt wurde, konnten er und seine Mannschaftskameraden die meiste Zeit nur auf dem Trainingsplatz verbringen. Die Saison 2021/22 war die erste im Juniorenbereich, die wieder regulär durchgeführt wurde. Kesik, der in diesem Jahr letztmals U19-Junior war, kam in 15 von 18 Bundesligaspielen zum Einsatz und führte sein Team als Mannschaftskapitän zum Gewinn der Staffel Nord/Nordost. In der Endrunde um die deutsche Meisterschaft musste man sich jedoch im Finale Borussia Dortmund geschlagen geben. Unterdessen hatte er im Februar 2022 seinen ersten Profivertrag mit einer Laufzeit bis zum 30. Juni 2025 unterschrieben. Zum Beginn der Spielzeit war Kesik zudem 4-mal für die zweite Mannschaft in der viertklassigen Regionalliga Nordost zum Einsatz gekommen.
Die Sommervorbereitung 2022 durfte der 19-Jährige zunächst unter Sandro Schwarz mit der Profimannschaft absolvieren. Für das zweite Trainingslager wurde er jedoch nicht nominiert, sodass er in die zweite Mannschaft integriert wurde. Nach drei weiteren Einsätzen in der Regionalliga Nordost zum Beginn der Saison 2022/23 wechselte Kesik Ende August 2022 bis zum Saisonende auf Leihbasis zum türkischen Zweitligisten Göztepe Izmir. Nach 6 Ligaeinsätzen (einmal in der Startelf) wurde die Leihe bereits Mitte Januar 2023 vorzeitig beendet und Kesik bei Hertha wieder in die zweite Mannschaft integriert. Dort kam er bis zum Saisonende auf 14 Regionalligaeinsätze (ein Tor).
In der Sommervorbereitung 2023 wurde Kesik von Pál Dárdai wieder in die Profimannschaft beordert, die zuvor in die 2. Bundesliga abgestiegen war. In der Folge wurde er allerdings aussortiert. Kesik kam in der Saison 2023/24 auf 24 Regionalligaspiele (ein Tor) für die zweite Mannschaft.
Im September 2024 wechselte er zum MKE Ankaragücü und unterschrieb dort einen Vertrag bis 2027.

### Nationalmannschaft
Kesik spielte von 2019 bis 2021 für die deutsche U16-, U17-, U18- und U19-Auswahl.

## Erfolge
- Meister der A-Junioren-Bundesliga Nord/Nordost: 2022